# Euproctidion periblepta
Euproctidion periblepta är en fjärilsart som beskrevs av Collenette 1954. Euproctidion periblepta ingår i släktet Euproctidion och familjen tofsspinnare. Inga underarter finns listade i Catalogue of Life.